# Ochropleura zapateri
Ochropleura zapateri är en fjärilsart som beskrevs av Leo Schwingenschuss 1962. Ochropleura zapateri ingår i släktet Ochropleura och familjen nattflyn. Inga underarter finns listade i Catalogue of Life.